# Száraz Marika
Száraz Marika/Száraz Mária (Zalaegerszeg, 1947. december 30. –) magyar-belga képző- és textilművész.
Fekete, látszólagos egyszerűségű gobelinjei világszerte kiállításokon szerepeltek, és számos gyűjteménybe bekerültek. Sajátos technikát fejlesztett ki, amely lehetővé teszi számára, hogy a kárpitoknak térfogatot adjon és játsszon a fénnyel. Textilkiállítások kurátora is, nevezetesen az Asia-Europe és a Dobrányi Ildikó Alapítvány számára.

## Életpályája
1969–1975 között az Iparművészeti Vállalat gobelin műhelyében dolgozott. 1975-ben Belgiumba költözött, hogy 1976–1980 között Jacques Moeschal-nál tanuljon szobrászatot a brüsszeli Académie royale des beaux arts-on. 1990-ben a SPES Alapítvány ösztöndíját kihasználva a San Franciscó-i Kennedy Egyetemre ment. Brüsszelbe visszatérve 1997–1999 között az Anderlecht-i Academie voor Beeldende Kunsten gobelinrestaurálást tanult. 2011-ben indította el az Európa hálója projektet, amelyben kortárs szövőket hívott meg egy XVIII. századi brüsszeli faliszőnyeg kiegészítésére. 2016–2018 között és 2019–2020 között kurátora volt az Ázsia-Európa vándorkiállításnak is, amely 2011 óta ázsiai és európai művészek alkotásait vonultatja fel.

## Kiállításai

### Egyéni
- 1976, 1978, 1982, 1994, 1996 Brüsszel
- 1978 Luxemburg, Belgium
- 1982, 1994, 1996 Belgium
- 1987, 2000 Budapest
- 1996 Angers

### Válogatott, csoportos
- 1988 Melbourne, Chicago, Memphis, New York, Heidelberg, Stuttgart, Aubusson
- 2000 Helsinki
- 2004 Párizs
- 2006 Moszkva
- 2007 Brüsszel
- 2008 Peking

## Díjai
- Verseny az „integráció a gobelin építészet” II. díj (Tournai, Belgium, 1989)
- SPES Alapítvány–díj (Brüsszel, Belgium, 1990)
- Gobelin az építészetbe való integrációja, I. díj (Tournai, Belgium, 1990)
- Művészet, antikvitás, árverések, Sosset díj (Brüsszel, Belgium, 1996)
- Gobelin karton pályázat, II. helyezés (Oudenaarde, 2000)
- Cheongju International Craft Biennálé, dicséret (Cheongju, Dél-Korea, 2007)
- „A Lausanne Peking” Kínai kiállitáson bronz érem (2008)
- Sélection Shortlist Cordis prize (Edinburgh, Skócia, 2016)

## Fordítás
- Ez a szócikk részben vagy egészben  a   Marika Száraz című francia Wikipédia-szócikk ezen változatának fordításán alapul.  Az eredeti cikk szerkesztőit annak laptörténete sorolja fel. Ez a jelzés csupán a megfogalmazás eredetét és a szerzői jogokat jelzi, nem szolgál a cikkben szereplő információk forrásmegjelöléseként.